# La Provence
La Provence is een restaurant in Driebergen-Rijsenburg, opgericht in 1974 door Anton en Wenny van Alten. De huidige eigenaar en chef-kok is zoon André van Alten en zijn partner Tanja Klok. Sinds 2011 heeft de eetgelegenheid een Michelinster.

## Locatie
Het restaurant is gelegen in het centrum van Driebergen-Rijsenburg aan de Hoofdstraat, naast de Grote Kerk. De locatie kent een rijke culinaire historie. Eind jaren 60 was er een automatiek gevestigd met producten uit onder andere een slagerij van de opa van André. In 1962 opende de vader van André van Alten in het pand een cafetaria. In 1974 werd het restaurant omgebouwd tot bistro en kreeg het de naam La Provence.

## Geschiedenis

### Ontstaan
Een carrière als kok was niet direct weggelegd voor Anton van Alten, zijn vader was slager en hem opvolgen was het meest voor de hand liggend. Ondanks dat Anton zelfs nog een opleiding heeft gevolgd koos hij voor de sport. Een auto-ongeluk maakte echter een einde aan zijn droom. Hierna vertrok hij naar Parijs en werkte daar in enkele restaurants. Bij terugkomst in Nederland volgde Anton een horeca-opleiding en werkte hij bij Het wapen van Driebergen.
In de jaren daarna nam Anton van Alten een cafetaria over, waar hij in 1974 restaurant La Provence opende. Een pijpenla met zware eikenhouten stoelen waren het decor van de bistro met hoogwaardige Franse gerechten op de kaart. Anton van Alten stond in de keuken en zijn echtgenote Wenny in de bediening van de eetgelegenheid.

### Vanaf 1995
De zoon van Anton: André van Alten is op jonge leeftijd al in de keuken van zijn vader te vinden. Ook hij ambieerde aanvankelijk een sportcarrière en speelde squash op hoog niveau en deed mee aan verschillende kampioenschappen. Uiteindelijk koos André alsnog voor de potten en pannen. In 1995 nam André van Alten het restaurant over van zijn ouders. De uitstraling van het restaurant was tot de verbouwing donker door onder andere de houten vloer en plafond. Medio 2008 is het restaurant verbouwd naar een modernere sfeer.

### Erkenning
De eetgelegenheid werd in 2011 onderscheiden met een Michelinster. In 2024 kende GaultMillau het restaurant 17 van de 20 punten toe, een half punt hoger dan in 2022. De Nederlandse restaurantgids Lekker heeft La Provence ook al jaren genoteerd in hun top 100. In de editie van 2013 was de eetgelegenheid de hoogste nieuwe binnenkomer in het magazine. De hoogste notering is in 2019 op plaats 71 van de beste restaurants in Nederland. In 2024 stond La Provence op de 76ste plaats.

## Trivia
- Op 20 april 1975 brak brand uit in het restaurant, er vielen geen gewonden.[11]